# قائمة المواضيع المنسوبة إلى ليونهارت أويلر

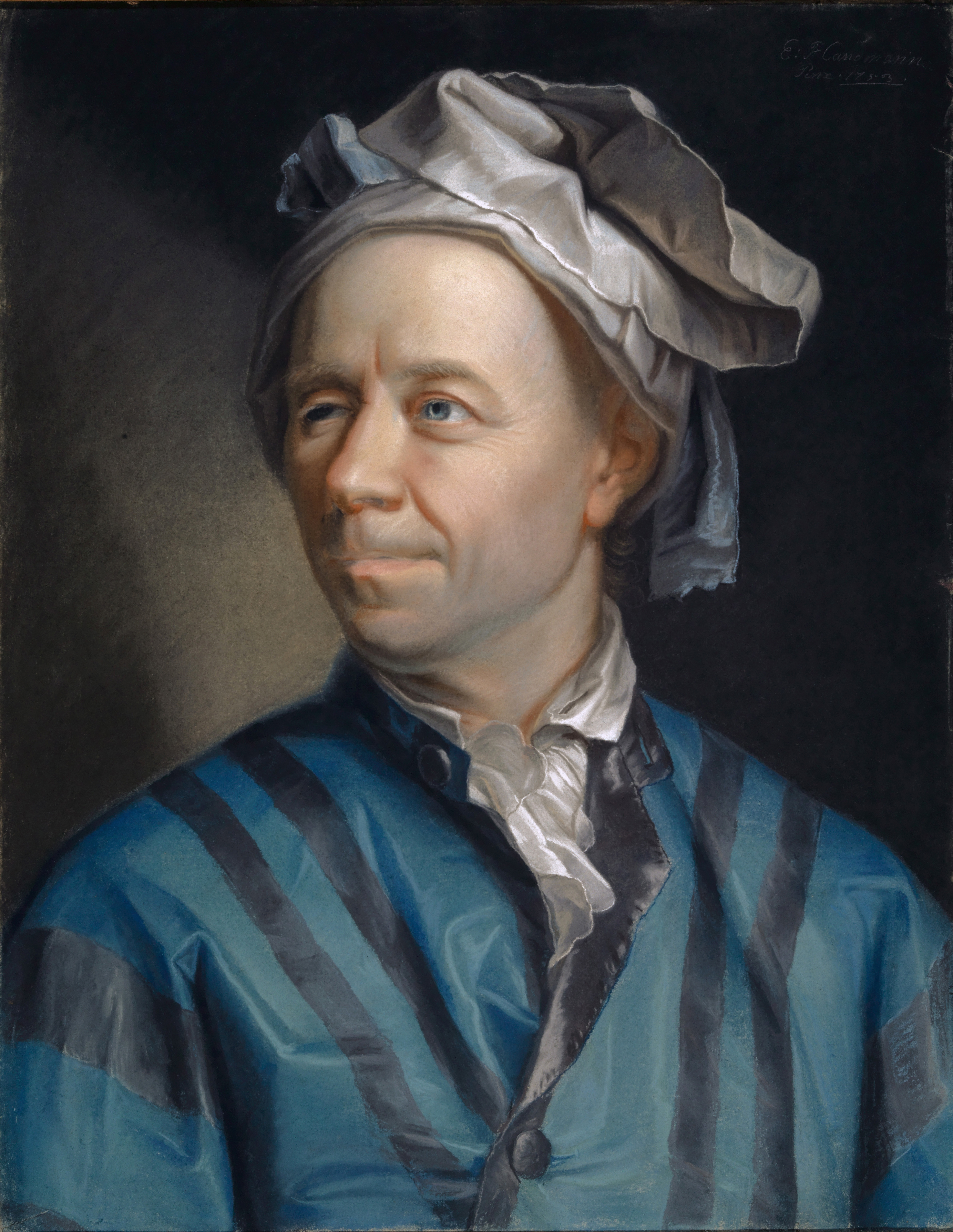
ليونهارد أويلر (1707–1783)

في الرياضيات والفيزياء هناك العديد من المواضيع اللائي ينسبن إلى ليونهارت أويلر.

## مواضيع أويلر العامة في الرياضيات
- زوايا أويلر (نظام إحداثيات).
- دائرة أويلر,
- تمثيل أويلر للأعداد المركبة.
- طريقة أويلر في حل المعادلات التفاضلية رقميا.

## حدسيات أويلر
- حدسية أويلر (معضلة ويرينغ)
- حدسية مجموع القوى لأويلر

## معادلات أويلر
- معادلة أويلر-بيرنولي وهي معادلة تفاضلية من الدرجة الرابعة تصف تمطط الأجسام الصلبة.
- معادلات أويلر(ديناميك الموائع) وهي معادلات تصف خاصية الموائع ولها أهمية كبيرة في الهيدروديناميكية.

## صيغ أويلر
- صيغة أويلر في التحليل العقدي e ix = cos x + i sin x
- مميزة أويلر
- صيغة أويلر في قدرة تحمل عمود ما {\displaystyle P_{\text{cr}}={\frac {\pi ^{2}EI}{(KL)^{2}}}}.
- صيغة كسور أويلر المستمرة
- صيغة جداء أويلر وعلاقته بدالة زيتا لريمان.
- صيغة أويلر-ماكلورين.

## دوال أويلر
- دالة أويلر
- مؤشر أويلر في نظرية الأعداد، والذي يعد عدد الأعداد الأولية نسبيا مع عدد طبيعي معلوم ما.
- دالة زيتا لريمان، رغم أنها تسمى هكذا، إلا أن أويلر عمل عليها قبل ريمان.

## متطابقات أويلر
- متطابقة أويلر

## أعداد أويلر
- عدد أويلر، , e ≈ 2.71828, قاعدة اللوغارتم الطبيعي, و أيضا معروفة باسم ثابتة نابيير
- أعداد أويلر،
- عدد أويلري،
- عدد أويلر (الفيزياء),
- عدد أويلر في الطوبولوجيا أو ما يعرف بمميزة أويلر،
- أعداد أويلر المحظوظة,
- ثابتة أويلر-ماسكيروني,
- الأعداد الطبيعية الأويلرية.

## مبرهنات أويلر
- مبرهنة الدوران لأويلر
- مبرهنة أويلر (هندسة رياضية)
- مبرهنة أويلر
- مبرهنة أقليدس-أويلر، تتعلق بالأعداد الزوجية المثالية.

## قوانين أويلر
- قانون أويلر الأول
- قانون أويلر الثاني

## أشياء أخرى مسماة نسبة إلى ليونهارد أويلر
مسألة الحصان ,عرفت فيما بعد باسم "حصان أويلر"

## مواضيع حسب مجال الدراسة

### الاشتقاق والتكامل
اشتقاق التابع اللوغارتمي

### الهندسة والفضاء
- مستقيم أويلر.

### نظرية المخططات
- مميزة أويلر (والمعروفة سابقا باسم عدد أويلر) في الطوبولوجيا الجبرية ونظرية المخططات الطوبولوجية وصيغة أويلر المتعلقة بها {\displaystyle \scriptstyle \chi (S^{2})=F-E+V=2}.
- دارة أويلرية
- مخطط أويلر

### نظرية الأعداد
- معيار أويلر
- جداء أويلر، هو جداء غير منته، يربط بين الأعداد الأولية ومتسلسلة دركليه.
- عدد أويلر شبه الأولي
- مؤشر أويلر (أو ما يعرف بدالة أويلر) في نظرية الأعداد، والتي تعد عدد الأعداد الصحيحة الطبيعية الأصغر من عدد ما والأولية معه.

### الأنظمة الفيزيائية
- معادلة أويلر-بيرنولي وهي معادلة تفاضلية من الدرجة الرابعة تصف تمطط الأجسام الصلبة.

### الحدوديات
- متعددات الحدود لأويلر

### الأعداد الأولية
- جداء أويلر,
- مؤشر أويلر.